# Лабэндзегрот
Лабэндзегрот (пол. Łabędziogrot) — польский дворянский герб.

## Описание
В лазоревом поле на зеленой траве серебряный лебедь со стрелой в клюве.
Герб Лабэндзегрот (употребляют Лабенцкие) внесен в Часть 3 Гербовника дворянских родов Царства Польского, стр. 93.

## Герб используют
Антоний Лабенцкий, г.Лабендзиогрот, 11.04.1822 жалован дипломом на потомственное дворянское достоинство Царства Польского. 
Копия диплома содержится в деле Герольдии Царства Польского N 636 о потомственном дворянстве Лабенцких.